# Kajar (Lasem)
Kajar is een bestuurslaag in het regentschap Rembang van de provincie Midden-Java, Indonesië. Kajar telt 1340 inwoners (volkstelling 2010).